# Хауденес-и-Небот, Хосеф де
Хосеф де Хауденес-и-Небот (исп. Josef de Jaudenes-y-Nebot) (1764, Валенсия — ум. раньше 1813, Мадрид) — испанский государственный деятель и дипломат, посол Испании в США в 1791—1796 годах. 
Известен, в том числе, благодаря портрету кисти американского живописца Гилберта Стюарта, написанному в 1794 году по поводу свадьбы Хауденеса; картина хранится в музее Метрополитен в Нью-Йорке.

## Биография
Родился в 1764 года в Валенсии в семье Антонио де Хауденеса-и-Амата (Antonio de Jaudenes-y-Amat) и его супруги Эмилии Небот (Emilie Nebot).
В 1785 году был назначен коммерческом атташе при испанском представительстве на Кубе. 12 февраля 1791 года, в правление Карла IV, был назначен официальным представителем испанского короля при правительстве Джорджа Вашингтона. Проживал в тогдашней столице Филадельфии в доме ирландского коммерсанта Джона Леми. 5 марта 1794 года назначен министром-резидентом (новый титул посла).
В том же 1794 году женился на дочери испанского консула в Бостоне Луизе Каролине Матильде Стоутон Флетчер (Louisa Carolina Matilda Stoughton Fletcher) (1778—1837). В этом браке в 1806 году родилась дочь Матильда.
В 1796 году Хауденес-и-Небот послал министру Годою портрет генерала Вашингтона кисти Джузеппе Перовани, который в настоящее время находится в Академии изящных искусств Святого Фернандо в Мадриде.